# 村山潤一
村山 潤一（むらやま じゅんいち）は、日本のイラストレーター。

## 作品リスト

### 小説の表紙
- 黄河遺宝殺人事件　（荒巻義雄 著/講談社/1988年03月）
- 淫惑の美少女　（睦月影郎 著/グリーンドア社/1988年03月）
- 美少女の淫蜜　（睦月影郎 著/グリーンドア社/1989年09月）
- 美少女　愛玩　（睦月影郎 著/グリーンドア社/1989年11月）
- 教え娘の秘唇　（睦月影郎 著/グリーンドア社/1989年12月）
- 美少女　体験授業　（睦月影郎 著/グリーンドア社/1991年01月）
- 星運紀〈1〉受難の王子　（荒巻義雄 著/勁文社/1991年03月）
- 星運紀〈2〉王子の出撃　（荒巻義雄 著/勁文社/1991年09月）
- 「能登モーゼ伝説」殺人事件　（荒巻義雄 著/講談社/1993年06月）
- 小樽発15時23分の死者　（津村秀介 著/講談社/1993年06月）
- 寝台急行銀河の殺意　（津村秀介 著/講談社/1993年11月）
- ガーゴイルの誓い [魔法の国ザンス18]　（ピアズ・アンソニイ 著/早川書房/2008年01月）
- 女悪魔の任務 [魔法の国ザンス19]　（ピアズ・アンソニイ 著/早川書房/2009年02月）
- 三人の人質【姦禁】　（村瀬達也 著/フランス書院/2009年11月）
- 魔王とひとしずくの涙 [魔法の国ザンス20]　（ピアズ・アンソニイ 著/早川書房/2009年12月）
- 青獣の美餌(えさ) 友達の母を、担任女教師を　（宮坂景斗 著/フランス書院/2010年07月）